# Последний патрон (фильм, 1897)
«Последний патрон» («Последние патроны», фр. La dernière cartouche) — немой короткометражный фильм Жоржа Мельеса. Премьера состоялась в 1903 году. Название является отсылкой к одноименной картине Альфонса де Невиля, посвящённой героизму защитников Базея.

## Сюжет
В фильме показан один из эпизодов Франко-прусской войны, во время которого происходит обстрел жилого дома в городе Базей.

## Интересные факты
- Фильм является воспроизведением на экране знаменитой одноименной картины художника Альфонса де Невиля.
- Фильм значится в каталоге Мельеса под номером 105.